# Шефер, Освальд
Освальд Теодор Август Вильгельм Шефер (нем. Oswald Theodor August Wilhelm Schäfer; 14 июня 1908, Брауншвейг, Германская империя — 9 ноября 1991, Гамбург, Германия) — немецкий юрист, оберштурмбаннфюрер СС, командир айнзацкоманды 9, входившей в состав айнзацгруппы B, начальник гестапо в Мюнхене.

## Биография
Освальд Шефер родился 14 июня 1908 года. Изучал юриспруденцию в университете Берлина и получил докторскую степень по праву. 1 апреля 1933 года вступил в НСДАП (билет № 1772081) и Штурмовые отряды (СА). 1 января 1936 года был зачислен в ряды СС (№ 272488). В мае 1935 года сдал государственный юридический экзамен. В октябре 1935 года поступил на службу в гестапо в Берлине и с этого же времени служил в Имперском министерстве внутренних дел. 1 сентября 1937 года был назначен руководителем гестапо в Бремерхафене. В мае 1940 года стал начальником гестапо в Райхенберге. С октября 1941 по февраль 1942 года возглавлял айнзацкоманду 9 в составе айнзацгруппы B. Его подразделение занималось борьбой против партизан в районе Витебска и ликвидацией Витебского гетто, а к декабрю 1941 года уничтожило 4090 евреев. С 20 декабря 1941 по начало 1942 года был инспектором полиции безопасности и СД в Мюнхене. В марте 1942 года благодаря содействию Главного управления имперской безопасности (РСХА) занял пост шефа гестапо в Мюнхене, на котором оставался до 1945 года. На этой должности организовал депортацию 3000 евреев в лагеря смерти и в Терезиенштадт. Кроме того, получил чин советника уголовной полиции.
После войны жил в Лимбурге-ан-дер-Лане и Гамбурге, где работал торговым представителем. В 1950-е годы против него и бывшего начальника одного из отделов мюнхенского гестапо Рихарда Лебкюхнера земельный суд Мюнхена возбудил предварительное судебное расследование по обвинению в пособничестве в убийстве. Предметом разбирательства было обращение в РСХА по поводу применения «особого обращения» к 20 восточным рабочим (остарбайтерам), разрешение РСХА по поводу проведения казней и избиение 60-70 остарбайтеров. Обвинения не удалось доказать и обоих подсудимых оправдали. В 1966 году был привлечён к суду по делу айнзацгрупп в Западном Берлине, но, как и ранее, был оправдан. Умер 9 ноября 1991 года в Гамбурге.